# Maywood (Nueva Jersey)
Maywood es un borough ubicado en el condado de Bergen en el estado estadounidense de Nueva Jersey. En el año 2010 tenía una población de 9.555 habitantes y una densidad poblacional de 2.810,29 personas por km².

## Geografía
Maywood se encuentra ubicado en las coordenadas 40°54′18″N 74°3′46″O / 40.90500, -74.06278.

## Demografía
Según la Oficina del Censo en 2000 los ingresos medios por hogar en la localidad eran de $62,113 y los ingresos medios por familia eran $73,419. Los hombres tenían unos ingresos medios de $49,566 frente a los $38,193 para las mujeres. La renta per cápita para la localidad era de $28,117. Alrededor del 3.3% de la población estaba por debajo del umbral de pobreza.